# Сенадор-Алешандри-Коста

Сенадор-Алешандри-Коста на карте штата.

Сенадор-Алешандри-Коста (порт. Senador Alexandre Costa) — муниципалитет в Бразилии, входит в штат Мараньян. Составная часть мезорегиона Центр штата Мараньян. Входит в экономико-статистический микрорегион Президенти-Дутра. Население составляет 10 256 человек на 2010 год. Занимает площадь 426,437 км². Плотность населения — 24,05 чел./км².

## Демография
Согласно сведениям, собранным в ходе переписи 2010 г. Национальным институтом географии и статистики (IBGE), население муниципалитета составляет:
| Полное население                               | Полное население                               | Полное население                               | Полное население                               | 10 256 |
| ---------------------------------------------- | ---------------------------------------------- | ---------------------------------------------- | ---------------------------------------------- | ------ |
| в том числе:                                   | Городское население                            | 6164                                           | Процент городского населения, %                | 60,10  |
|                                                | Сельское население                             | 4092                                           | Процент сельского населения, %                 | 39,90  |
|                                                | Мужское население                              | 5122                                           | Процент мужского населения, %                  | 49,94  |
|                                                | Женское население                              | 5134                                           | Процент женского населения, %                  | 50,06  |
| Плотность населения, чел/км²                   | Плотность населения, чел/км²                   | Плотность населения, чел/км²                   | Плотность населения, чел/км²                   | 24,05  |
| Население муниципалитета в % к населению штата | Население муниципалитета в % к населению штата | Население муниципалитета в % к населению штата | Население муниципалитета в % к населению штата | 0,16   |

По данным оценки 2016 года, население муниципалитета составляет 10 862 жителя.

## Статистика
- Валовой внутренний продукт на 2003 год составляет 10 792 892,00 реалов (данные: Бразильский институт географии и статистики).
- Валовой внутренний продукт на душу населения на 2003 год составляет 1335,09 реалов (данные: Бразильский институт географии и статистики).
- Индекс развития человеческого потенциала на 2000 год составляет 0,534 (данные: Программа развития ООН).